# Maksym II (patriarcha Konstantynopola)
Maksym II, gr. Μάξιμος Β΄ (zm. w grudniu 1216) – ekumeniczny patriarcha Konstantynopola rezydujący w Nicei w 1216 r.

## Życiorys
Patriarchą był od 3 czerwca do grudnia 1216 r.